# Parteniusz I (patriarcha Konstantynopola)
Parteniusz I , gr. Παρθένιος Α΄ – ekumeniczny patriarcha Konstantynopola w latach 1639–1644.

## Życiorys
W 1641 r. Parteniusz I zwołał synod w Konstantynopolu. Celem tego zgromadzenia była walka z niektórymi katolickimi i protestanckimi błędami doktrynalnymi, które przeniknęły do teologii prawosławnej.